# أحمد الزمام
أحمد الزمام هو كاتب كويتي. صدر له عدد من الروايات من بينها رواية «آدم ينحت وجه العالم» التي حصل بها على جائزة الدولة التشجيعية في الرواية لعام 2022م.

## مؤلفات
| الكتاب                   | الناشر                   | سنة الإصدار | عدد الصفحات | ردمك                 |
| ------------------------ | ------------------------ | ----------- | ----------- | -------------------- |
| «فيوردورا»               | دار كلمات للنشر والتوزيع | 2014        | 131         | (ردمك 9789996645341) |
| «العاقل الذي ركل رأسه»   | دار كلمات للنشر والتوزيع | 2020        | 199         |                      |
| «وما صاحبكم بمجنون»      | دار كلمات للنشر والتوزيع | 2017        | 248         | (ردمك 9789996619809) |
| «ما أنا بقارئ»           | دار كلمات للنشر والتوزيع | 2020        | 289         | (ردمك 9789996692178) |
| «أدم ينحت وجه العالم»    | دار كلمات للنشر والتوزيع | 2019        | 422         | (ردمك 9789776542488) |
| «لم اعد انجليزياً يا ابي» | دار كلمات للنشر والتوزيع | 2020        | 223         | (ردمك 9789921730265) |
| «الاستدارة الأخيرة»      | دار رشم للنشر والتوزيع   | 2024        | 424         | [ 19 ]               |